# La pistola y el corazón
La pistola y el corazón è un album dei Los Lobos, pubblicato dalla Slash Records nel 1988.

## Tracce
Lato A
1. La guacamaya – 2:05 (Brano tradizionale, arrangiamento e adattamento: Los Lobos)
2. Las amarillas – 2:59 (Brano tradizionale, arrangiamento e adattamento: Los Lobos)
3. Si yo quisiera – 2:44 (Romualdo Garcia)
4. (Sonojas) Mañanitas michoacanas – 2:21 (Yolanda Patricia Ayala)
5. Estoy sentado aquí – 2:24 (Cesar Rosas)

Lato B
1. El gusto – 2:56 (Elpidio Ramirez)
2. Que nadie sepa mi sufrir – 2:25 (Enrique Dizeo, Ángel Cabral)
3. El canelo – 3:25 (Jacinto Gatica)
4. La pistola y el corazón – 3:31 (David Hidalgo, Louie Perez)

## Musicisti
- David Hidalgo - chitarra, fisarmonica, violino, voce
- Cesar Rosas - voce, chitarra, bajo sexto
- Conrad Lozano - batteria, contrabbasso, guitarrón, voce
- Louie Perez - jaranas, vihuela, voce
- Steve Berlin - sassofono soprano